# دور المجموعات في دوري أبطال آسيا 2012
دور المجموعات في دوري أبطال آسيا 2012 تكون من 32 فريق (16 من منطقة غرب آسيا و 16 من شرق آسيا). وقد ضم:
- 28 فريق تأهلوا مباشرة إلى دور المجموعات في دوري أبطال آسيا 2012 (14 من منطقة غرب آسيا و 14 من شرق آسيا)
- 4 خاسرين من الدور النهائي للملحق التأهيلي من دوري أبطال آسيا 2012 (2 من منطقة غرب آسيا و 2 من شرق آسيا)

أقيمت قرعة دور المجموعات في كوالا لمبور، ماليزيا يوم 6 ديسمبر 2011، 16:00 ت ع م+08:00. تم توزيع الفرق الإثنين والثلاثون على ثمان مجموعات من أربعة فرق. أندية من نفس البلد لم يتم وضعهم في نفس المجموعة.
لعبت الفرق كلها في كل مجموعة ضد بعضها البعض ذهاباً وإياباً بنظام الدوري. مواعيد جولات المباريات هي 6–7 مارس، 20–21 مارس، 3–4 أبريل، 17–18 أبريل، 1–2 مايو، 15–16 مايو.
تأهل أول وثاني كل مجموعة إلى مرحلة خروج المغلوب.

## حسم التعادل
تم تحديد ترتيب الفرق وفقاً للنقاط (3 نقاط للفوز، نقطة واحدة للتعادل، 0 من نقاط للخسارة) والمعايير الظاهرة في الترتيب التالي:
1. أكبر عدد من النقاط التي حصل عليها في مباريات المجموعة بين الفرق المعنية;
2. فارق الأهداف الناتج من مباريات المجموعة بين الفرق المعنية;
3. أكبر عدد من الأهداف المسجلة في مباريات المجموعة بين الفرق المعنية; (قانون الأهداف خارج القواعد لا ينطبق)
4. فارق الأهداف في جميع مباريات المجموعة;
5. أكبر عدد من الأهداف المسجلة في جميع مباريات المجموعة;
6. ركلات الترجيح من علامة الجزاء إذا كان فقط اثنين من هذه الفرق المعنية، وكلاهما على ميدان اللعب؛
7. أقل نتيجة محتسبة وفقا لعدد من البطاقات الصفراء والحمراء التي اشهرت في مباريات المجموعة، (نقطة 1 لكل بطاقة صفراء و 3 نقاط لكل بطاقة حمراء نتيجة لاثنين من البطاقات صفراء و 3 نقاط عن كل بطاقة حمراء مباشرة، و 4 نقاط لكل بطاقة صفراء تتبعها بطاقة حمراء مباشرة)
8. سحب القرعة.

## دور المجموعات
لعب كل فريق مع فريق آخر في مجموعته مرتين من 1 إلى 4، الأرقام الظاهرة في الأسفل تحدد ترتيب المباريات:
- الجولة الأولى: 1 ضد 4، 3 ضد 2
- الجولة الثانية: 2 ضد 1، 4 ضد 3
- الجولة الثالثة: 1 ضد 3، 2 ضد 4
- الجولة الرابعة: 3 ضد 1، 4 ضد 2
- الجولة الخامسة: 4 ضد 1، 2 ضد 3
- الجولة السادسة: 1 ضد 2، 3 ضد 4

### المجموعة الأولى
| الفريق     | نقاط | فرق | عليه | له | خ | ت | ف | لعب |
| ---------- | ---- | --- | ---- | -- | - | - | - | --- |
| الجزيرة    | 16   | 8+  | 10   | 18 | 0 | 1 | 5 | 6   |
| اسقلال     | 11   | 5+  | 3    | 8  | 1 | 2 | 3 | 6   |
| الريان     | 6    | 3−  | 12   | 9  | 4 | 0 | 2 | 6   |
| ناساف قرشي | 1    | 10− | 14   | 4  | 5 | 1 | 0 | 6   |

| الريان | 1 – 0 | اسقلال          |
| ------ | ----- | --------------- |
|        | تقرير | جيركوفيتش 90+1' |

| ناساف قرشي                     | 4 – 2 | الجزيرة                                           |
| ------------------------------ | ----- | ------------------------------------------------- |
| موساييف 2' · ربيع 18' (بالخطأ) | تقرير | عبد الله 39' · موسى 68' · باري 75' · أوليفيرا 88' |

| اسقلال | 0 – 0 | ناساف قرشي |
| ------ | ----- | ---------- |
|        | تقرير |            |

| الجزيرة                            | 2 – 3 | الريان                     |
| ---------------------------------- | ----- | -------------------------- |
| أوليفيرا 8' · دياكي 54' · موسى 57' | تقرير | غومو 65' · فابيو سيزار 78' |

| اسقلال   | 2 – 1 | الجزيرة                |
| -------- | ----- | ---------------------- |
| زندي 69' | تقرير | عبد الله 6' · باري 73' |

| الريان                                | 1 – 3 | ناساف قرشي    |
| ------------------------------------- | ----- | ------------- |
| تاباتا 9' · غومو 65' · علاء الدين 88' | تقرير | شومورودوف 58' |

| ناساف قرشي | 1 – 0 | الريان     |
| ---------- | ----- | ---------- |
|            | تقرير | تاباتا 62' |

| الجزيرة      | 1 – 1 | اسقلال     |
| ------------ | ----- | ---------- |
| أوليفيرا 63' | تقرير | برهاني 24' |

| اسقلال                                | 0 – 3 | الريان |
| ------------------------------------- | ----- | ------ |
| برهاني 23' (ركل.)، 90+3' · شريفات 76' | تقرير |        |

| الجزيرة                                        | 1 – 4 | ناساف قرشي    |
| ---------------------------------------------- | ----- | ------------- |
| باري 6' · أوليفيرا 14' (ركل.)، 33'، 42' (ركل.) | تقرير | شومورودوف 69' |

| ناساف قرشي | 2 – 0 | اسقلال                           |
| ---------- | ----- | -------------------------------- |
|            | تقرير | جيركوفيتش 10' · جباري 50' (ركل.) |

| الريان                                    | 4 – 3 | الجزيرة                    |
| ----------------------------------------- | ----- | -------------------------- |
| تاباتا 73' · لياندرو 76' · علاء الدين 90' | تقرير | أوليفيرا 8'، 33'، 67'، 88' |

ملاحظات

### المجموعة الثانية
| الفريق   | نقاط | فرق | عليه | له | خ | ت | ف | لعب |
| -------- | ---- | --- | ---- | -- | - | - | - | --- |
| الاتحاد  | 16   | 9+  | 4    | 13 | 0 | 1 | 5 | 6   |
| بني ياس  | 11   | 7+  | 2    | 9  | 1 | 2 | 3 | 6   |
| باختاكور | 7    | 4−  | 10   | 6  | 3 | 1 | 2 | 6   |
| العربي   | 0    | 12− | 16   | 4  | 6 | 0 | 0 | 6   |

| بني ياس                     | 0 – 2 | العربي |
| --------------------------- | ----- | ------ |
| جابر 45' (ركل.) · ييستي 77' | تقرير |        |

| الاتحاد                                     | 0 – 4 | باختاكور |
| ------------------------------------------- | ----- | -------- |
| عبد الغني 4' · أبو سبعان 31'، 51' · عمر 58' | تقرير |          |

| باختاكور         | 1 – 1 | بني ياس  |
| ---------------- | ----- | -------- |
| شاروفيتدينوف 29' | تقرير | فوزي 60' |

| العربي         | 3 – 1 | الاتحاد                       |
| -------------- | ----- | ----------------------------- |
| بيسكوليتشي 26' | تقرير | هزازي 21'، 82' · المنتشري 30' |

| باختاكور                                          | 1 – 3 | العربي         |
| ------------------------------------------------- | ----- | -------------- |
| كريموف 9' · شاروفيتدينوف 74' · عبد الخالقوف 90+3' | تقرير | بيسكوليتشي 37' |

| الاتحاد          | 0 – 1 | بني ياس |
| ---------------- | ----- | ------- |
| هزازي 79' (ركل.) | تقرير |         |

| بني ياس | 0 – 0 | الاتحاد |
| ------- | ----- | ------- |
|         | تقرير |         |

| العربي | 1 – 0 | باختاكور         |
| ------ | ----- | ---------------- |
|        | تقرير | عبد الخالقوف 41' |

| باختاكور        | 2 – 1 | الاتحاد                     |
| --------------- | ----- | --------------------------- |
| كليمياشفيلي 68' | تقرير | هزازي 60' · أبو سبعان 90+3' |

| العربي | 4 – 0 | بني ياس                                       |
| ------ | ----- | --------------------------------------------- |
|        | تقرير | بشير 17' · ييستي 39' · مبارك 52' · سنغهور 77' |

| بني ياس                     | 0 – 2 | باختاكور |
| --------------------------- | ----- | -------- |
| سنغهور 13' · عبد الرحمن 71' | تقرير |          |

| الاتحاد                                   | 2 – 3 | العربي           |
| ----------------------------------------- | ----- | ---------------- |
| عبد ربه 30' · نغيسي 64' · عبد الغني 90+3' | تقرير | بوعلام 9'، 45+2' |

### المجموعة الثالثة
| الفريق | نقاط | فرق | عليه | له | خ | ت | ف | لعب |
| ------ | ---- | --- | ---- | -- | - | - | - | --- |
| سباهان | 13   | 5+  | 4    | 9  | 1 | 1 | 4 | 6   |
| الأهلي | 10   | 4+  | 6    | 10 | 2 | 1 | 3 | 6   |
| النصر  | 6    | 5−  | 11   | 6  | 4 | 0 | 2 | 6   |
| لخويا  | 6    | 4−  | 9    | 5  | 4 | 0 | 2 | 6   |

- النصر ولخويا مرتبين حسب المواجهات المباشرة.

| سباهان    | 0 – 1 | النصر |
| --------- | ----- | ----- |
| كوريا 84' | تقرير |       |

| لخويا          | 0 – 1 | الأهلي |
| -------------- | ----- | ------ |
| نام تاي هي 74' | تقرير |        |

| النصر            | 1 – 2 | لخويا      |
| ---------------- | ----- | ---------- |
| دياني 37'، 90+2' | تقرير | داغانو 42' |

| الأهلي              | 1 – 1 | سباهان    |
| ------------------- | ----- | --------- |
| سيمويس 90+4' (ركل.) | تقرير | كوريا 35' |

| سباهان                | 1 – 2 | لخويا    |
| --------------------- | ----- | -------- |
| حسيني 10' · كوريا 89' | تقرير | عفيف 55' |

| النصر     | 2 – 1 | الأهلي                  |
| --------- | ----- | ----------------------- |
| دياني 52' | تقرير | سيمويس 27' · الجاسم 50' |

| لخويا      | 0 – 1 | سباهان |
| ---------- | ----- | ------ |
| كوني 90+1' | تقرير |        |

| الأهلي                               | 1 – 3 | النصر     |
| ------------------------------------ | ----- | --------- |
| جيزاوي 55' · سيمويس 66' · الموسى 73' | تقرير | دياني 33' |

| النصر | 3 – 0 | سباهان                            |
| ----- | ----- | --------------------------------- |
|       | تقرير | كوريا 44' · سوكاي 69' · صالحي 77' |

| الأهلي                                | 0 – 3 | لخويا |
| ------------------------------------- | ----- | ----- |
| جيزاوي 9' · سيمويس 61' · الجاسم 90+1' | تقرير |       |

| سباهان               | 1 – 2 | الأهلي      |
| -------------------- | ----- | ----------- |
| سوكاي 19' · بنغر 85' | تقرير | الحوسني 62' |

| لخويا     | 2 – 1 | النصر                    |
| --------- | ----- | ------------------------ |
| ديابي 38' | تقرير | دياني 55' · عبد الله 57' |

### المجموعة الرابعة
| الفريق   | نقاط | فرق | عليه | له | خ | ت | ف | لعب |
| -------- | ---- | --- | ---- | -- | - | - | - | --- |
| الهلال   | 12   | 3+  | 7    | 10 | 0 | 3 | 3 | 6   |
| برسبوليس | 11   | 9+  | 5    | 14 | 1 | 2 | 3 | 6   |
| الغرافة  | 6    | 3−  | 10   | 7  | 2 | 3 | 1 | 6   |
| الشباب   | 2    | 9−  | 14   | 5  | 4 | 2 | 0 | 6   |

| الشباب | 0 – 0 | الغرافة |
| ------ | ----- | ------- |
|        | تقرير |         |

| الهلال      | 1 – 1 | برسبوليس         |
| ----------- | ----- | ---------------- |
| الشلهوب 53' | تقرير | كريمي 42' (ركل.) |

| برسبوليس                                                          | 1 – 6 | الشباب          |
| ----------------------------------------------------------------- | ----- | --------------- |
| زايد 8'، 47'، 53' · غ. رضائي 59' · كريمي 62' (ركل.) · فشنغتشي 87' | تقرير | سييل 56' (ركل.) |

| الغرافة                                | 3 – 3 | الهلال                              |
| -------------------------------------- | ----- | ----------------------------------- |
| تارديلي 44'، 78' · العساس 90+3' (ركل.) | تقرير | حرماش 16' · العربي 64' · الزوري 75' |

| الشباب   | 1 – 1 | الهلال           |
| -------- | ----- | ---------------- |
| سييل 37' | تقرير | يو بيونغ سوو 70' |

| الغرافة | 3 – 0 | برسبوليس                            |
| ------- | ----- | ----------------------------------- |
|         | تقرير | غ. رضائي 3' · زايد 6' · كاظميان 73' |

| برسبوليس  | 1 – 1 | الغرافة     |
| --------- | ----- | ----------- |
| كريمي 85' | تقرير | مبارك 90+1' |

| الهلال          | 1 – 2 | الشباب    |
| --------------- | ----- | --------- |
| العربي 45'، 68' | تقرير | كييزا 28' |

| برسبوليس | 1 – 0 | الهلال     |
| -------- | ----- | ---------- |
|          | تقرير | العربي 59' |

| الغرافة                         | 1 – 2 | الشباب   |
| ------------------------------- | ----- | -------- |
| دينداني 81' · العساس 83' (ركل.) | تقرير | محمد 65' |

| الشباب  | 3 – 1 | برسبوليس                            |
| ------- | ----- | ----------------------------------- |
| عبيد 7' | تقرير | زايد 43' · بولادي 52' · بادامكي 90' |

| الهلال                   | 1 – 2 | الغرافة             |
| ------------------------ | ----- | ------------------- |
| الفريدي 48' · العابد 65' | تقرير | هوساوي 82' (بالخطأ) |

### المجموعة الخامسة
| الفريق         | نقاط | فرق | عليه | له | خ | ت | ف | لعب |
| -------------- | ---- | --- | ---- | -- | - | - | - | --- |
| أديليد يونايتد | 13   | 5+  | 2    | 7  | 1 | 1 | 4 | 6   |
| بونيودكور      | 10   | 1+  | 7    | 8  | 2 | 1 | 3 | 6   |
| بوهانغ ستيلرز  | 9    | 2+  | 4    | 6  | 3 | 0 | 3 | 6   |
| غامبا أوساكا   | 3    | 8−  | 13   | 5  | 5 | 0 | 1 | 6   |

| غامبا أوساكا | 3 – 0 | بوهانغ ستيلرز                                |
| ------------ | ----- | -------------------------------------------- |
|              | تقرير | كيم تاي سو 19' · ريندوليتش 22' · أسامواه 76' |

| بونيودكور      | 2 – 1 | أديليد يونايتد          |
| -------------- | ----- | ----------------------- |
| مورزوييف 90+4' | تقرير | بوغارد 12' · غوليتش 53' |

| أديليد يونايتد | 0 – 2 | غامبا أوساكا |
| -------------- | ----- | ------------ |
| مولين 17'، 24' | تقرير |              |

| بوهانغ ستيلرز | 2 – 0 | بونيودكور                  |
| ------------- | ----- | -------------------------- |
|               | تقرير | توراييف 27' · مورزوييف 78' |

| غامبا أوساكا                              | 1 – 3 | بونيودكور  |
| ----------------------------------------- | ----- | ---------- |
| إندو 14' · رافينها 58' (ركل.)، 82' (ركل.) | تقرير | سولييف 88' |

| بوهانغ ستيلرز  | 0 – 1 | أديليد يونايتد |
| -------------- | ----- | -------------- |
| كيم داي هو 68' | تقرير |                |

| أديليد يونايتد | 0 – 1 | بوهانغ ستيلرز |
| -------------- | ----- | ------------- |
| دجيت 90'       | تقرير |               |

| بونيودكور                               | 2 – 3 | غامبا أوساكا           |
| --------------------------------------- | ----- | ---------------------- |
| مورزوييف 14' · توراييف 42' · سولييف 84' | تقرير | كوراتا 18' · آبي 90+3' |

| أديليد يونايتد | 0 – 0 | بونيودكور |
| -------------- | ----- | --------- |
|                | تقرير |           |

| بوهانغ ستيلرز                    | 0 – 2 | غامبا أوساكا |
| -------------------------------- | ----- | ------------ |
| كيم جين يونغ 45+1' · أسامواه 77' | تقرير |              |

| غامبا أوساكا | 2 – 0 | أديليد يونايتد                  |
| ------------ | ----- | ------------------------------- |
|              | تقرير | فان ديك 65' · ساتو 88' (بالخطأ) |

| بونيودكور  | 0 – 1 | بوهانغ ستيلرز |
| ---------- | ----- | ------------- |
| غفوروف 48' | تقرير |               |

### المجموعة السادسة
| الفريق         | نقاط | فرق | عليه | له | خ | ت | ف | لعب |
| -------------- | ---- | --- | ---- | -- | - | - | - | --- |
| أولسان هيونداي | 14   | 4+  | 7    | 11 | 0 | 2 | 4 | 6   |
| إف سي طوكيو    | 11   | 6+  | 6    | 12 | 1 | 2 | 3 | 6   |
| بريزبان رور    | 3    | 5−  | 11   | 6  | 3 | 3 | 0 | 6   |
| بكين غوان      | 3    | 5−  | 11   | 6  | 3 | 3 | 0 | 6   |

حسم التعادل
- تعادل بريزبين رور وبكين غوان حسب مواجهاتهم المباشرة، فارق الأهداف وعدد الأهداف الكلي، ليتم ترتيبهم سجل اللعب النظيف (بريزبين رور: 9 بطاقة صفراء + بطاقة حمراء 1 == 12 نقطة؛ بكين غوان: 12 بطاقة صفراء + بطاقتين حمراوين == 18 نقطة).

| بريزبان رور | 2 – 0 | إف سي طوكيو                 |
| ----------- | ----- | --------------------------- |
|             | تقرير | يازاوا 45+1' · هاسيغاوا 55' |

| أولسان هيونداي                   | 1 – 2 | بكين غوان      |
| -------------------------------- | ----- | -------------- |
| كيم شين ووك 26' · غو سيول كي 34' | تقرير | بياو تشينغ 51' |

| إف سي طوكيو                | 2 – 2 | أولسان هيونداي                    |
| -------------------------- | ----- | --------------------------------- |
| توكوناغا 37' · كاجياما 83' | تقرير | كيم سيونغ يونغ 80' · مارانهاو 88' |

| بكين غوان     | 1 – 1 | بريزبان رور |
| ------------- | ----- | ----------- |
| بياو تشينغ 7' | تقرير | نيكولز 20'  |

| أولسان هيونداي   | 1 – 1 | بريزبان رور    |
| ---------------- | ----- | -------------- |
| لي جاي سيونغ 54' | تقرير | فيتزجيرالد 36' |

| بكين غوان                | 1 – 1 | إف سي طوكيو  |
| ------------------------ | ----- | ------------ |
| وانغ شياولونغ 10' (ركل.) | تقرير | هاسيغاوا 44' |

| بريزبان رور   | 2 – 1 | أولسان هيونداي                      |
| ------------- | ----- | ----------------------------------- |
| ستيفانوتو 25' | تقرير | فيليز 11' · كواك تاي هوي 73' (ركل.) |

| إف سي طوكيو                             | 0 – 3 | بكين غوان |
| --------------------------------------- | ----- | --------- |
| واتانابي 7' · أوتاكي 45+1' · يازاوا 57' | تقرير |           |

| إف سي طوكيو                                           | 2 – 4 | بريزبان رور           |
| ----------------------------------------------------- | ----- | --------------------- |
| تاكاهاشي 5' · موكوهارا 20' · واتانابي 44' (ركل.)، 60' | تقرير | بيريشا 4' · برويك 33' |

| بكين غوان                        | 3 – 2 | أولسان هيونداي                                      |
| -------------------------------- | ----- | --------------------------------------------------- |
| زهانغ شيزهي 47' · شاو جياي 90+2' | تقرير | كيم شين ووك 17' · كيم سيونغ يونغ 20' · مارانهاو 79' |

| بريزبان رور | 1 – 1 | بكين غوان    |
| ----------- | ----- | ------------ |
| بيريشا 15'  | تقرير | لي هانبو 34' |

| أولسان هيونداي   | 0 – 1 | إف سي طوكيو |
| ---------------- | ----- | ----------- |
| كانغ مين سوو 37' | تقرير |             |

### المجموعة السابعة
| الفريق               | نقاط | فرق | عليه | له | خ | ت | ف | لعب |
| -------------------- | ---- | --- | ---- | -- | - | - | - | --- |
| سيونغنام إلهوا تشنما | 10   | 8+  | 5    | 13 | 0 | 4 | 2 | 6   |
| ناغويا غرامبوس       | 10   | 6+  | 4    | 10 | 0 | 4 | 2 | 6   |
| سنترال كوست مارينرز  | 6    | 3−  | 11   | 7  | 2 | 3 | 1 | 6   |
| تيانجين تيدا         | 3    | 10− | 12   | 2  | 3 | 3 | 0 | 6   |

حسم التعادل
- تعادل سيونغنام إلهوا تشنما وناغويا غرامبوس حسب مواجهاتهم المباشرة، ليتم ترتيبهم حسب فارق الأهداف الكلي.

| ناغويا غرامبوس                   | 2 – 2 | سيونغنام إلهوا تشنما |
| -------------------------------- | ----- | -------------------- |
| كينيدي 58' (ركل.) · كانازاكي 74' | تقرير | هيفيرتون 47'، 90+3'  |

| تيانجين تيدا | 0 – 0 | سنترال كوست مارينرز |
| ------------ | ----- | ------------------- |
|              | تقرير |                     |

| سنترال كوست مارينرز | 1 – 1 | ناغويا غرامبوس |
| ------------------- | ----- | -------------- |
| زوانسويك 28'        | تقرير | توليو 21'      |

| سيونغنام إلهوا تشنما | 1 – 1 | تيانجين تيدا |
| -------------------- | ----- | ------------ |
| هان سانغ وون 14'     | تقرير | غويان 69'    |

| سنترال كوست مارينرز | 1 – 1 | سيونغنام إلهوا تشنما |
| ------------------- | ----- | -------------------- |
| كواسنيك 50'         | تقرير | سانتوس 57'           |

| تيانجين تيدا | 3 – 0 | ناغويا غرامبوس                        |
| ------------ | ----- | ------------------------------------- |
|              | تقرير | فوجيموتو 24' · تامادا 49' · ناغاي 73' |

| ناغويا غرامبوس | 0 – 0 | تيانجين تيدا |
| -------------- | ----- | ------------ |
|                | تقرير |              |

| سيونغنام إلهوا تشنما                                                          | 0 – 5 | سنترال كوست مارينرز |
| ----------------------------------------------------------------------------- | ----- | ------------------- |
| لي تشانغ هون 39' · سانتوس 43'، 73' (ركل.) · كيم سونغ هوان 69' · يوفانشيتش 84' | تقرير |                     |

| سنترال كوست مارينرز                                    | 1 – 5 | تيانجين تيدا    |
| ------------------------------------------------------ | ----- | --------------- |
| ماكبرين 10'، 20' · روز 48' · ماكغلينشي 71' · أميني 85' | تقرير | لياو بوتشاو 72' |

| سيونغنام إلهوا تشنما | 1 – 1 | ناغويا غرامبوس           |
| -------------------- | ----- | ------------------------ |
| هان سانغ وون 12'     | تقرير | بارك جين بو 72' (بالخطأ) |

| ناغويا غرامبوس                        | 0 – 3 | سنترال كوست مارينرز |
| ------------------------------------- | ----- | ------------------- |
| تامادا 19' · فوجيموتو 36' · توليو 87' | تقرير |                     |

| تيانجين تيدا | 3 – 0 | سيونغنام إلهوا تشنما                           |
| ------------ | ----- | ---------------------------------------------- |
|              | تقرير | يون بيت غارام 32' · يوفانتشيتش 48'، 69' (ركل.) |

### المجموعة الثامنة
| الفريق                 | نقاط | فرق | عليه | له | خ | ت | ف | لعب |
| ---------------------- | ---- | --- | ---- | -- | - | - | - | --- |
| غوانغزو إيفرغراند      | 10   | 4+  | 8    | 12 | 2 | 1 | 3 | 6   |
| كاشيوا ريسول           | 10   | 4+  | 7    | 11 | 2 | 1 | 3 | 6   |
| جيونبوك هيونداي موتورز | 9    | 5−  | 15   | 10 | 3 | 0 | 3 | 6   |
| بوريرام                | 6    | 3−  | 11   | 8  | 4 | 0 | 2 | 6   |

حسم التعادل
- غوانغزو إيفرغراند وكاشيوا ريسول مرتبين حسب المواجهات المباشرة.

| جيونبوك هيونداي موتورز | 5 – 1 | غوانغزو إيفرغراند                            |
| ---------------------- | ----- | -------------------------------------------- |
| جيونغ سيونغ هون 70'    | تقرير | كليو 27'، 69' · كونكا 41'، 73' · موريكوي 76' |

| بوريرام                          | 2 – 3 | كاشيوا ريسول           |
| -------------------------------- | ----- | ---------------------- |
| جيراوات 10'، 77' · جاديغيروف 38' | تقرير | تاناكا 55' · ساكاي 64' |

| كاشيوا ريسول                                                              | 1 – 5 | جيونبوك هيونداي موتورز |
| ------------------------------------------------------------------------- | ----- | ---------------------- |
| ناسو 40' · لياندرو دومينغيس 45' (ركل.)، 45+1' · تاناكا 89' · بارادا 90+3' | تقرير | هوانغ وين 51'          |

| غوانغزو إيفرغراند | 2 – 1 | بوريرام                            |
| ----------------- | ----- | ---------------------------------- |
| كليو 69'          | تقرير | نوتشنوم 61' (ركل.) · أتشيمبونغ 79' |

| كاشيوا ريسول | 0 – 0 | غوانغزو إيفرغراند |
| ------------ | ----- | ----------------- |
|              | تقرير |                   |

| بوريرام | 2 – 0 | جيونبوك هيونداي موتورز              |
| ------- | ----- | ----------------------------------- |
|         | تقرير | لي سيونغ هيون 9' · سيو سانغ مين 34' |

| جيونبوك هيونداي موتورز                  | 2 – 3 | بوريرام           |
| --------------------------------------- | ----- | ----------------- |
| لي دونغ غوك 25'، 27' · بارك وون جاي 80' | تقرير | أوهاندزا 20'، 56' |

| غوانغزو إيفرغراند                  | 1 – 3 | كاشيوا ريسول |
| ---------------------------------- | ----- | ------------ |
| كونكا 29' (ركل.) · موريكي 58'، 84' | تقرير | ساكاي 50'    |

| كاشيوا ريسول         | 0 – 1 | بوريرام |
| -------------------- | ----- | ------- |
| لياندرو دومينغيس 24' | تقرير |         |

| غوانغزو إيفرغراند | 3 – 1 | جيونبوك هيونداي موتورز                              |
| ----------------- | ----- | --------------------------------------------------- |
| كونكا 10' (ركل.)  | تقرير | لي سيونغ هيون 43' · لي دونغ غوك 90+1'، 90+3' (ركل.) |

| جيونبوك هيونداي موتورز | 2 – 0 | كاشيوا ريسول                      |
| ---------------------- | ----- | --------------------------------- |
|                        | تقرير | لياندرو دومينغيس 49' · تاناكا 62' |

| بوريرام        | 2 – 1 | غوانغزو إيفرغراند                |
| -------------- | ----- | -------------------------------- |
| دومتايسونغ 57' | تقرير | غاو لين 49' · كونكا 90+1' (ركل.) |